# Eupithecia callunaria
Eupithecia callunaria är en fjärilsart som beskrevs av Doubleday 1850. Eupithecia callunaria ingår i släktet Eupithecia och familjen mätare. Inga underarter finns listade i Catalogue of Life.